# Tommy Torres
Tommy Torres (Santurce, San Juan, Puerto Rico, 1971. november 25. –) Puerto Ricó-i énekes, dalszerző és producer.

## Élete
Tommy Torres 1971. november 25-én született Santurce-ban Tomás Torres és Rita Carrasquillo gyermekeként. Két testvére van: Laura és Rita Mariel.
Fiatalon kezdett el hegedűn és zongorán játszani. A középiskolai évei alatt kezdett el komponálni. Ezután beiratkozott a bostoni Berklee College of Music-ra, ahol kitűnő eredménnyel diplomázott. New Yorkban a Sony Music-nál dolgozott. 1998-ban New Yorkból Miamiba költözött.
Első dalát 1999-ben a MDO együttesnek írta No Puedo Olvidar címmel, amely a Billboard Hot Latin Tracks chart első helyezettje lett. Jaci Velásquez előadásában vált ismertté a Llegar A Ti, amely gyorsan Billboard Hot Latin Tracks chart első helyéig jutott, valamint a ASCAP (American Society of Composers, Authors, and Publishers) díjátadón kiérdemelte az Év dala címet. 2001-ben a Cuando Seas Mia (az Amikor az enyém leszel című telenovella főcímdala) is Billboard első lett a Son By Four előadásában.
2001. június 19-én jelent meg első szólóalbuma a Tommy Torres. Az albumról két dal is bekerült a Billboard Top 20 dala közé.
2002-ben Ednita Nazarióval dolgozott együtt az Acústico című albumon, amelyért először jelölték Latin Grammy-díj-ra.
2003-ban Ricky Martinnal dolgozott az Almas del Silencio albumon. Ugyanebben az évben Ednita Nazario producere volt a Por ti című albumon. Az Almas del Silencio és a Por ti prouducereként először jelölték a Billboard Latin Music Awards díjra az Év producere kategóriában.
2004-ben Ricardo Arjona mellett dolgozott az Adento albumon. Az Acompáñame a Estar Solo című dal első lett a Billboard magazin listáján. Október 26-án jelent meg második szólóalbuma az Estar de Modea No Está de Moda. A lemez Puerto Ricóban nagy sikert aratott.
2006-ban ismét Ricky Martinnal dolgozott együtt. A Tu recuerdo-t jelölték a Latin Grammy-díjra és a Latin Music Awards díjra is az Év dala-ként.
2007-ben Ricardo Arjonával dolgozott együtt. A Quién dijo ayer-t jelölték a Billboard Latin Music Awards-díjra a Legjobb poplemez kategóriában. Ugyanebben az évben az ő közreműködésével készült el Ricky Martin és Eros Ramazzotti duettje is. A Billboard Magazine őt választotta az év producerének.
2008. április 1-jén jelent meg harmadik szólóalbuma a Tarde o Temprano, amely Puerto Ricóban négy hétig vezette az eladási listát. Jelölték a Latin Grammy-díjra, mint Legjobb énekes-dalszerző.
2008. november 28-án Las Vegasban titokban feleségül vette a Puerto Ricó-i színésznőt, Karla Monroig-t.
2009-ben jelent meg a Tarde o Temprano átdolgozott változata Tarde o Temprano Late Edition címmel.
2011. február 15-én jelent meg Desde Hoy című kislemeze.
2012. július 27-én született meg kislánya, Amanda Zoé.

## Albumai
- Tommy Torres (2001)
- Estar de Moda No Está de Moda (2004)
- Tarde o Temprano (2008)
- Tarde o Temprano Late Edition (2009)

## Fordítás
- Ez a szócikk részben vagy egészben  a   Tommy Torres című spanyol Wikipédia-szócikk fordításán alapul.  Az eredeti cikk szerkesztőit annak laptörténete sorolja fel. Ez a jelzés csupán a megfogalmazás eredetét és a szerzői jogokat jelzi, nem szolgál a cikkben szereplő információk forrásmegjelöléseként.